# 岡野玲子
岡野 玲子（おかの れいこ、1960年6月24日 - ）は、日本の漫画家。茨城県古河市出身。
夫は手塚治虫の実子でヴィジュアリスト（映像作家）の手塚眞。

## 経歴
東洋美術学校を卒業後、1982年『エスタープリーズ』でデビューした。代表作に『ファンシィダンス』（小学館漫画賞受賞）や夢枕獏原作の『陰陽師』（手塚治虫文化賞受賞）や『陰陽師 玉手匣』が挙げられる。他の作品としては『妖魅変成夜話』『コーリン グ』など。
作品は繊細な筆致で描かれたファンタジーが多く、時に独特のユーモアも混じる。作画にはコピートーンを多用しており、オリジナルのトーンを作りながら作品を制作している。サム・ペキンパーの映画『ワイルドバンチ』の銃撃シーンに感銘を受けたことが漫画家を目指すきっかけになったという。
雅楽をはじめとして音楽にも造詣が深いとされ、漫画『陰陽師』のイメージアルバム（ブライアン・イーノ、伶楽舎）や文化勲章受章者の芝祐靖氏も演奏で参加している雅楽アルバム『喜瑞』（東儀 兼彦、日本伝統文化振興財団、ビクター）をプロデュースした。2011年3月11日東日本大震災後は、宮城県石巻市雄勝町に伝わる「雄勝法印神楽」の復興支援活動に参加した。同神楽は、2015年に完全復興している。
画業35周年記念企画として新装版で復刻した『両国花錦闘士』上下巻と、2010年より隔月刊『メロディ』誌（白泉社）に連載された『陰陽師 玉手匣』の完結の第7巻が発売された。『陰陽師』と『陰陽師 玉手匣』、『ファンシイダンス』が白泉社より電子書籍にて配信された。

## 受賞
- 1989年 - 第34回小学館漫画賞（『ファンシィダンス』）
- 2001年 - 第5回手塚治虫文化賞マンガ大賞（『陰陽師』）
- 2006年 - 第37回星雲賞コミック部門受賞（『陰陽師』）

## 作品リスト

### 連載作品
- 消え去りしもの-Missing Link-（1984年-1985年、ペーパームーンコミック＜新書館＞  ）
魔術師の世界を舞台にしたファンタジー作品。
- ディアーヌ・ド・ロゼの陰謀（1986年-1987年、ペーパームーンコミック＜新書館＞ ）
17世紀ヨーロッパの貴族を題材にしたドタバタ劇。
- ファンシィダンス（1984年-1990年、プチフラワー ＜小学館＞）
禅寺の跡取り息子を主人公に、ファッションや恋愛を交えたコメディ作品。周防正行監督、本木雅弘主演で1989年に映画化された。
- 両国花錦闘士（りょうごくおしゃれりきし) （1989年-1990年、ビッグコミックスピリッツ＜小学館＞）
若手力士と女性実業家との恋愛を描いた作品。
- コーリング（1991年-1993年、コミックトム＜潮出版社＞）
パトリシア・A・マキリップのファンタジー『妖女サイベルの呼び声』を漫画化したもの。
- 陰陽師（1993年-2005年、コミックバーガー＜スコラ＞、月刊メロディ＜白泉社＞）
安倍晴明を主人公にした夢枕獏の同名小説を漫画化。全13巻、3800ページの長編作品。後半からは完全に岡野の創作となっている。
- 妖魅変成夜話（ようみへんじょうやわ）（1995年-1996年、PANJA＜扶桑社＞ /1999年-2007年、月刊百科＜平凡社＞)
唐の仙界を舞台にしたコミカルな作品。筆による作画がなされている。
- イナンナ（2007年-2010年 、モーニング＜講談社＞）
天界から降り立った女神、イナンナを主人公に、ベリーダンスに題材をとった作品。
- 陰陽師 玉手匣（2011年-2017年、メロディ＜白泉社＞）
『陰陽師』の新シリーズ。安倍晴明の妻・真葛が所持する小箱に収められた書物を読み上げる形で物語が展開。

### 作品その他
- 妙技の報酬 （2000年、小学館、プチフラワービッグコミックス 2000/11/20）
- 妖女サイベルの呼び声 -カバー書下ろし（2009年、早川書房）

### イメージアルバム
- MACOTO TEZKA PRESENTS REIKO OKANO'S 雲遊歌舞 ファンシイダンス（1988年）
1990年まで小学館『プチフラワー』に連載された作品『ファンシイダンス』。連載中の1988年にリリースされた手塚眞がプロデュースしたイメージアルバム。
参加アーチストは、伊武雅刀、サエキけんぞう、バカボン鈴木、鈴木さえ子、沖山優司、BAnaNA、鴻上尚史、OTO、成田忍、土屋昌巳、仙波清彦赤城忠治、ケラリーノ・サンドロヴィッチ、Phonogenix、中沢新一、橋本一子、清田益章・森本レオ。
- コーリング 第1巻初版本の付録（1991年）
第1巻の初版本にのみ8cmCDのイメージ音楽集が封入された。橋本一子によるピアノソロ曲を収録。
- music for 陰陽師（2000年）
岡野自身のプロデュース。ブライアン・イーノのアンビエント・ミュージック、伶楽舎の雅楽というアプローチの異なる2種類の音楽で構成。

### その他
- 喜瑞 東儀兼彦／三方楽家の伝承 -CD（2002年）
雅楽の基本となる三つの管楽器、笙・篳篥・笛の３人の現代雅楽界を代表する名人による極めつけの演奏を収録。
岡野玲子が、平安の雅の世界をコーディネイトした雅楽のCD。
- 芝祐靖の音楽 復元正倉院楽器のための 敦煌琵琶譜による音楽 -CD（2011年）
笛の名手であり、雅楽の古楽曲の復興に力を注いでおられる芝祐靖先生と雅楽演奏グループ・伶楽舎がリリースしたCD。
岡野玲子が、ブックレットに「仙人の見せる夢幻の世界」と題する解説とイラストを寄稿。

イメージアルバム以外にも、橋本一子のアルバム『ファンタスマゴリア―幻覚者たち』（2000年）のプロデュースを手がけている。

### 画集
- 『画集 陰陽師』（白泉社、2002年3月10日初版発行）ISBN 4-592-73190-5